# Roquesérière
Roquesérière település Franciaországban, Haute-Garonne megyében. Lakosainak száma 882 fő (2022. január 1.). Roquesérière Buzet-sur-Tarn, Saint-Sulpice-la-Pointe, Azas, Gémil, Montastruc-la-Conseillère és Montpitol községekkel határos.

## Népesség
A település népessége az elmúlt években az alábbi módon változott:
| Lakosok száma | 294  | 495  | 555  | 667  | 720  | 717  | 689  | 756  | 763  | 882  |
|               | 1968 | 1982 | 1990 | 2006 | 2013 | 2015 | 2017 | 2019 | 2020 | 2022 |